# Quito Carmo
Chiquito Filipe do Carmo (* 25. Oktober 1986 in Dili, Osttimor), auch in der Schreibweise Quito do Carmo oder kurz Quito bekannt, ist ein osttimoresischer Fußballspieler auf der Position des  Stürmers. Er ist ehemaliger osttimoresischer Nationalspieler und aktuell für AS Ponta Leste aktiv.

## Karriere

### Verein
Carmo begann seine Profikarriere im Jahr 2016 im Hauptstadtklub AD Dili Leste in der damals zweitklassigen Timorense Liga Pre. In seiner ersten Saison gewann er mit den Verein den Taça Digicel. Ein Jahr später gelang es ihn mit dem Team erneut diesen Pokal zu gewinnen. Dies sollten jedoch seine einzigen Titel mit den Verein bleiben. Mitte 2014 wechselte er innerhalb der Liga zum Verein Carsae FC. Hier belegte er in der Saison 2015/16 ein Platz im unteren Tabellenbereich und entging nur knapp den Abstieg in die Drittklassigkeit. Nach zwei Jahren verließ er den Verein ohne Titel und schloss den Ligakonkurrenten AS Ponta Leste an. Mit den neuen Verein wurde er in seiner Debütsaison osttimoresischer Vizemeister. Bis heute ist dies sein größter Erfolg im Vereinsfußball, da er in den folgenden Spielzeiten nicht über Dritte Plätze (2019 und 2021) hinauskam.

### Nationalmannschaft
Sein Debüt für die osttimoresische Fußballnationalmannschaft gab Carmo am 22. Oktober 2010 im Rahmen der Qualifikation zur Südostasienmeisterschaft gegen die Philippinen. Zwei Tage später erzielte er im Spiel gegen Kambodscha sein erstes Länderspieltor, als er nach fünf Minuten zur 1:0-Führung traf. Im Spiel der U23-Nationalmannschaft gegen die Auswahl aus Bhutan wurde Quito von Tashi Tubgay so schwer gefoult, dass er verletzt ausgetauscht werden musste. Tashi Tubgay erhielt die rote Karte und Osttimor gewann das Spiel mit 2:1. Es war der erste Sieg einer osttimoresischen Fußballnationalmannschaft überhaupt.
Quito nahm an Qualifikationsspielen zur Fußball-Weltmeisterschaft (2014, 2018) und der Südostasienmeisterschaft (2010, 2012, 2014) teil, konnte jedoch keine nennenswerten Erfolge erzielen. Im WM-Qualifikationsspiel gegen die Mongolei, am 12. März 2015 (dem ersten Heimspiel im eigenen Land), erzielte er seinen einzigen Doppelpack der Nationalmannschaftskarriere. Das Piel endete mit einem Sieg für Osttimor mit 4:1. Seinen letzten Einsatz im Trikot der Nationalmannschaft absolvierte Carmo am 29. März 2016, im Rahmen der WM-Qualifikation gegen die Auswahl von Palästina.

### Erfolge
Verein
- Taça Digicel: 2010, 2011